# Møkster
Møkster er en ø i Austevoll i Vestland fylke i Norge. Øen ligger i Austevoll arkipelag. Den er ca. 1,4 km lang og 1,2 km bred og har et areal på 1,39 kvadratkilometer og 65 indbyggere. Den ligger nord for øerne Litla Kalsøya, Stolmen, og Selbjørn, vest for Drøna og Rostøya og syd for Horga, Stora Kalsøy og Hundvåko. Her er butik og en lille havn. Øen har ikke broforbindelse. Der går hurtigbåd mod syd til Bekkjarvik og nordover til Hufthamar, Flesland og Bergen. Rejsetid fra Bergen er lidt over en time. Velforeningen Møkster Bu blev oprettet i 2008 med hovedmålet at øge folketallet på øen, men også at arbejde for børnehave, arbejdspladser og bedre bådruter.